# Chris Brown: Welcome to My Life
Chris Brown: Welcome to My Life è un film documentario del 2017 diretto da Andrew Sandler.
La pellicola analizza nel suo complesso vita e carriera del cantante e ballerino statunitense Chris Brown. Al film hanno partecipato numerosi altri personaggi famosi con lo scopo di rilasciare dichiarazioni e condividere testimonianze sull'artista. Fra di loro figurano Jennifer Lopez, Mary J. Blige, Rita Ora, Usher e Tyga.

## Trama
Chris Brown nasce in un contesto sociale povero e svantaggiato, in cui subisce anche le vessazioni di un patrigno violento finché sua madre non trovò il coraggio di mandare via quell'uomo. Ciononostante, fin da piccolo Brown riesce a primeggiare a livello scolastico ed a farsi notare grazie ad un grande carisma e predisposizione per le arti musicali. Da qui in avanti, assistiamo alla sua imponente ascesa verso la fama, al grandissimo successo dei suoi primi due album e dei relativi singoli ed al fidanzamento con Rihanna. Brown racconta di come si sono conosciuti, di come si è sviluppata la loro relazione fra periodi felici e periodi bui, e del momento in cui avvenne l'episodio di violenza per il quale è stato successivamente condannato. Brown si sofferma sulle sue emozioni, sul desiderio di commettere il suicidio che lo ha attanagliato a causa del senso di colpa, su come si è sentito a passare dall'essere una delle persone più amate d'America all'essere il "nemico pubblico numero uno d'America".
Da qui in avanti, Brown ci racconta le successive difficoltà private ed a livello discografico, il ritorno al successo commerciale, i problemi psichici e l'abuso di sostanze stupefacenti che l'hanno portato a commettere altri atti violenti ed a trascorrere tre mesi di galera, alle difficoltà nel rimettere insieme i pezzi ed a costruirsi una nuova vita insieme alla compagna Karrueche Tran. Brown racconta le sensazioni provate nei tre mesi trascorsi in galera quasi sempre in isolamento, una condizione imposta dalla sua fama, e racconta il modo in cui fan e persone care lo hanno sostenuto proprio in quel momento, permettendogli di ottenere uno dei suoi più grandi successi commerciali con il brano Loyal. L'artista si sofferma inoltre sugli alti e bassi con la relazione con la Tran e di come, durante un momento di pausa della loro relazione, lui abbia involontariamente concepito la sua prima figlia Royalty, mettendo definitivamente fine alla relazione ma dando inizio ad una nuova avventura (quella di genitore) che ha inciso profondamente su di lui come uomo e artista. Brown conclude il documentario parlando del momento in cui il giudice incaricato di seguire il suo caso ha posto finalmente fine al suo periodo di libertà vigilata, dando inizio ad una seconda fase della sua vita.
Durante le varie parti del documentario, vari personaggi famosi e persone che fanno parte della vita di Chris Brown condividono aneddoti che lo riguardano, descrivendolo del punto di vista umano e professionale. Partecipa al documentario anche la madre dello stesso Brown.

## Produzione

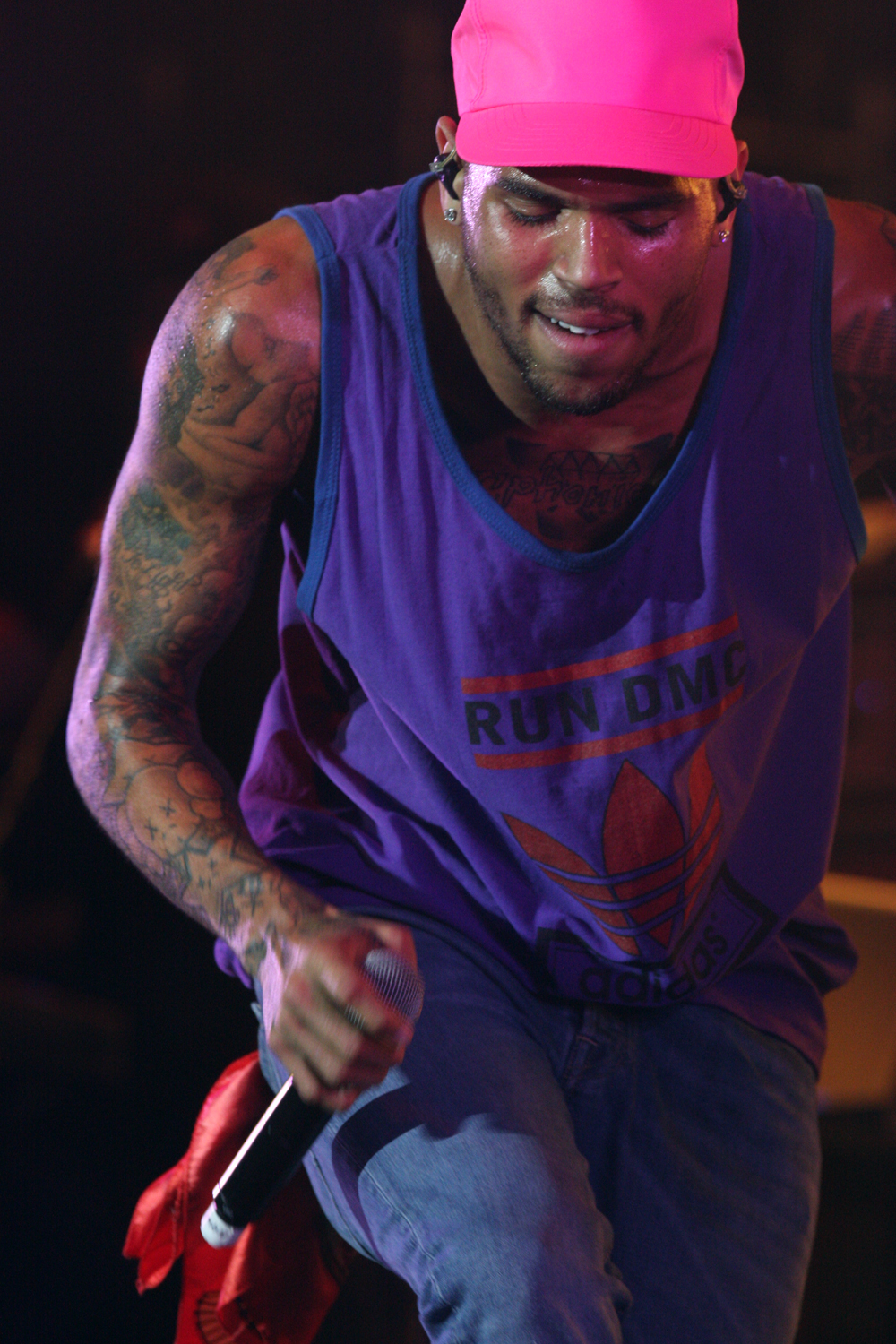
Chris Brown, protagonista del documentario, nel 2012

Secondo il comunicato ufficiale condiviso in concomitanza alla pubblicazione del film, il documentario è stato realizzato con l'intenzione di permettere a Brown di parlare in prima persona delle sue vicende private dopo che per anni i tabloid di tutto il mondo hanno avuto modo di soffermarsi su di esse. L'artista ha annunciato ufficialmente di stare lavorando al progetto nel marzo 2016. La cantante Rihanna ha concesso all'artista e suo ex fidanzato l'autorizzazione di parlare di lei e mostrare immagini che la includano nel documentario, preferendo tuttavia non rilasciare direttamente una propria testimonianza all'interno dell'opera.

## Promozione
Il primo trailer del film è stato distribuito nell'aprile 2017. La première si è svolta invece nel mese di giugno in un evento appositamente organizzato, al quale hanno preso parte personaggi come Jhené Aiko, Diddy, Kid Ink.

## Distribuzione
Per quanto riguarda la distribuzione cinematografica, il film è stato proiettato soltanto in alcuni cinema selezionati in USA, UK e Messico. Successivamente, il documentario è stato distribuito in tutto il mondo sia da Netflix che attraverso la pubblicazione nel mercato home video e on demand.

## Colonna sonora
Per il documentario, Brown ha realizzato un brano inedito intitolato proprio Welcome To My Life. La canzone è in collaborazione con il rapper Cal Scruby.

## Accoglienza
Nonostante la distribuzione cinematografica sia stata limitata, laddove distribuito il film ha ottenuto generalmente un buon successo, dando luogo al tutto esaurito in varie occasioni.